# Simpliziales Volumen
In der Mathematik ist simpliziales Volumen eine Homotopieinvariante geschlossener Mannigfaltigkeiten, die von Gromow in seinem Beweis der Mostow-Starrheit eingeführt wurde. Intuitiv misst das simpliziale Volumen, wie schwierig es ist, die Mannigfaltigkeit durch Simplizes (mit reellen Koeffizienten) darzustellen.

## Definition
Sei {\displaystyle M} eine orientierte, zusammenhängende, geschlossene, {\displaystyle n}-dimensionale Mannigfaltigkeit.
Sei {\displaystyle |\cdot |_{1}} die {\displaystyle \ell ^{1}}-Norm auf dem singuläre Kettenkomplex {\displaystyle C_{*}(\,\cdot \ ,;\mathbb {R} )} mit reellen Koeffizienten gegeben durch
{\displaystyle |c|_{1}:=\sum _{j=0}^{k}|a_{j}|}
für {\displaystyle \textstyle c=\sum _{j=0}^{k}a_{j}\sigma _{j}} mit {\displaystyle a_{j}\in \mathbb {R} } und singulären Simplizes {\displaystyle \sigma _{j}}.
Weiter bezeichne {\displaystyle \|\cdot \|_{1}} die {\displaystyle \ell ^{1}}-Halbnorm für die singuläre Homologie {\displaystyle H_{*}(\,\cdot \ ,;\mathbb {R} )} mit reellen Koeffizienten, die durch {\displaystyle |\cdot |_{1}} induziert wird. Das heißt, für {\displaystyle \alpha \in H_{*}(X;\mathbb {R} )} ist
{\displaystyle \|\alpha \|_{1}:=\inf\{|c|_{1}\ |\ c\in C_{*}(X;\mathbb {R} ){\mbox{ ist ein Zyklus, der }}\alpha {\mbox{ repräsentiert}}\}.}
(Diese Halbnorm auf der Homologie wird als Gromov-Norm bezeichnet.)
Dann wird das simpliziale Volumen von {\displaystyle M} definiert als
{\displaystyle \|M\|:=\|[M]\|_{1}=\inf\{|c|_{1}\ |\ c\in C_{n}(M;\mathbb {R} ){\mbox{ ist ein Fundamentalzykel von }}M\}\in \mathbb {R} _{\geq 0}.}.
Dabei ist {\displaystyle [M]\in H_{n}(M;\mathbb {R} )} die Fundamentalklasse von {\displaystyle M} mit reellen Koeffizienten.
Für eine nicht-orientierbare, zusammenhängende, geschlossene, {\displaystyle n}-dimensionale Mannigfaltigkeit {\displaystyle M} definiert man {\displaystyle \|M\|:={\tfrac {1}{2}}\|{\widehat {M}}\|}, wobei {\displaystyle {\widehat {M}}} die orientierbare 2-fache Überlagerung bezeichnet.
Für eine unzusammenhängende, geschlossene, {\displaystyle n}-dimensionale Mannigfaltigkeit {\displaystyle M} definiert man {\displaystyle \textstyle \|M\|:=\sum _{i=1}^{k}\|M_{i}\|}, wobei {\displaystyle M_{1},\ldots ,M_{k}} die Zusammenhangskomponenten von {\displaystyle M} sind.

## Funktorialität und elementare Beispiele
Die {\displaystyle \ell ^{1}}-Seminorm ist im folgenden Sinne funktoriell:
Wenn {\displaystyle f\colon X\longrightarrow Y} eine stetige Abbildung von topologischen Räumen und {\displaystyle \alpha \in H_{*}(X;\mathbb {R} )} ist, dann gilt
{\displaystyle \|H_{*}(f;\mathbb {R} )(\alpha )\ |_{1}\leq \ |\alpha \ |_{1},}
wie aus der Definition von {\displaystyle H_{*}(f;\mathbb {R} )=H_{*}(C_{*}(f;\mathbb {R} ))} und von {\displaystyle \|\cdot \|_{1}} hervorgeht.
Daraus ergeben sich als Folgerungen:
- Sei {\displaystyle f\colon M\longrightarrow N} eine Abbildung von orientierten geschlossenen zusammenhängenden Mannigfaltigkeiten derselben Dimension. Dann

{\displaystyle |\deg f|\cdot \|N\|\leq \|M\|.}
- Da Homotopieäquivalenzen von orientierten geschlossenen zusammenhängenden Mannigfaltigkeiten den Abbildungsgrad −1 oder 1 haben, folgt daraus, dass das simpliziale Volumen tatsächlich eine Homotopie-Invariante von orientierten geschlossenen zusammenhängenden Mannigfaltigkeiten ist.

Daher haben alle orientierten geschlossenen Mannigfaltigkeiten, die eine Selbstabbildung von nichttrivialem Abbildungsgrad zulassen (d. h. nicht gleich −1, 0 oder 1), ein verschwindendes simpliziales Volumen; zum Beispiel das simpliziale Volumen von allen
- Sphären
- Tori
- (ungerade-dimensionalen) reellen projektiven Räumen
- komplexen projektiven Räumen

ist Null.

## Berechnungen
In den meisten Fällen erweist sich der Versuch, das simpliziale Volumen durch direkte Anwendung der Definition zu berechnen, als zwecklos.
Die beiden Hauptquellen für nichttriviale Abschätzungen und Vererbungseigenschaften des simplizialen Volumens sind:
- Geometrischer Ansatz : Die Verbindung zwischen simplizialem Volumen und Riemannscher Geometrie.
- Algebraischer Ansatz : Die Verbindung zwischen simplizialem Volumen und beschränkter Kohomologie.

### Simpliziales Volumen und Riemannsche Geometrie
Das simpliziale Volumen ist eine Homotopieinvariante, die nichttriviale Informationen über das Riemannsche Volumen codiert. Das grundlegendste Ergebnis dieses Typs ist Gromovs Ungleichung und die daraus resultierende untere Abschätzung des minimalen Volumens durch das simpliziale Volumen  (verbessert von Besson-Courtois-Gallot):
Für alle geschlossenen Riemannschen {\displaystyle n}-Mannigfaltigkeiten {\displaystyle M}, deren Ricci-Krümmung von unten durch {\displaystyle -1/(n-1)} beschränkt ist, gilt
{\displaystyle \|M\|<n!\cdot vol(M).}
Für alle geschlossenen glatten {\displaystyle n}-Mannigfaltigkeiten {\displaystyle M} gilt
{\displaystyle \|M\|\leq {\frac {(n-1)^{n}\cdot n!}{n^{n/2}}}\cdot \mathrm {minvol} (M).}
Dabei ist das minimale Volumen einer glatten Mannigfaltigkeit {\displaystyle M} definiert als
{\displaystyle \mathrm {minvol} (M):=\inf\{vol(M,g)|g{\mbox{ ist eine vollständige Riemannsche Metrik auf }}M{\mbox{ mit }}|\mathrm {sec} (g)|\leq 1\}.}
Hierbei bezeichnet {\displaystyle \mathrm {sec} (g)} die Schnittkrümmung der vollständigen Riemannschen Mannigfaltigkeit {\displaystyle (M,g)}.
Umgekehrt wird bei negativer Krümmung das simpliziale Volumen von unten durch das Riemannsche Volumen abgeschätzt:
- Das simpliziale Volumen einer geschlossenen Riemannschen Mannigfaltigkeiten negativer Schnittkrümmung ist ungleich Null. Genauer gesagt: Für jedes {\displaystyle n\in \mathbb {N} } gibt es eine Konstante {\displaystyle C_{n}\in \mathbb {R} _{>0}}, so dass Folgendes gilt: Wenn {\displaystyle M} eine geschlossene Riemannsche {\displaystyle n}-Mannigfaltigkeit ist, deren Schnittkrümmung von oben durch {\displaystyle \delta \in \mathbb {R} _{<0}} begrenzt wird, dann ist {\displaystyle \|M\|>C_{n}\cdot |\delta |^{n/2}\cdot vol(M).}
- Sei {\displaystyle M} eine geschlossene hyperbolische {\displaystyle n}-Mannigfaltigkeit. Dann {\displaystyle \|M\|=vol(M)/v_{n}}, wobei {\displaystyle v_{n}} das Supremum der Volumina aller geodätischen {\displaystyle n}-Simplizes im hyperbolischen {\displaystyle n}-Raum ist ({\displaystyle v_{n}} ist endlich nach einem Satz von Haagerup-Munkholm).

Der Beweis der unteren Schranke {\displaystyle \|\cdot \|\geq \mathrm {const} \cdot vol(\,\cdot \,)} erfolgt durch „Straffziehen“ von Fundamentalzykeln zu Zykeln, welche nur aus solchen singulären Simplizes bestehen, deren Hebungen zur Riemannschen universellen Überlagerung geodätisch sind.
Wegen {\displaystyle v_{2}=\pi } bekommt man für eine orientierte geschlossene zusammenhängende Fläche {\displaystyle S_{g}} vom Geschlecht {\displaystyle g\in \mathbb {N} _{\geq 1}}
{\displaystyle \|S_{g}\|=4\cdot g-4}.
Verallgemeinerungen dieses Satzes sind:
- das Proportionalitätsprinzip für das simpliziale Volumen;
- das Nicht-Verschwinden des simplizialen Volumens geschlossener lokal symmetrischer Räume von nichtkompaktem Typ (von Lafont-Schmidt erhalten durch eine Kombination eines verallgemeinerten „Straffziehens“ unter Verwendung von Abschätzungen von Connell und Farb und dem Proportionalitätsprinzip);
- nicht-verschwindendes simpliziales Volumen für bestimmte Mannigfaltigkeiten mit negativ gekrümmter Fundamentalgruppe;
- die Konstruktion von (asphärischen) geschlossenen Mannigfaltigkeiten mit simplizialem Volumen ungleich Null über (relative) Hyperbolisierungstechniken.

### Simpliziales Volumen und beschränkte Kohomologie
Ein algebraischerer Ansatz für das simpliziale Volumen basiert auf der folgenden Beobachtung:
Sei {\displaystyle X} ein topologischer Raum, sei {\displaystyle n\in \mathbb {N} } und sei {\displaystyle \alpha \in H_{n}(X;\mathbb {R} )}. Dann gilt
{\displaystyle \|\alpha \|_{1}=\sup\{{\frac {1}{\|\varphi \|_{\infty }}}|\varphi \in H^{n}(X;\mathbb {R} ),\langle \varphi ,\alpha \rangle =1\}}
{\displaystyle =\sup\{{\frac {1}{\|\varphi \|_{\infty }}}|\varphi \in H_{b}^{n}(X;\mathbb {R} ),\langle \varphi ,\alpha \rangle =1\}.}
Für eine orientierte geschlossene {\displaystyle n}-Mannigfaltigkeit {\displaystyle M} gilt dann:
{\displaystyle {\begin{aligned}\|M\|&={\frac {1}{\|[M]^{*}\|_{\infty }}}\\&=\sup\{{\frac {1}{\|\varphi \|_{\infty }}}|\varphi \in H_{b}^{n}(M;\mathbb {R} ),~c_{M}(\varphi )=[M]^{*}\}.\end{aligned}}},
wobei {\displaystyle [M]^{*}\in H^{n}(M;\mathbb {R} )} die Kohomologieklasse bezeichnet, die zur Fundamentalklasse von {\displaystyle M} dual ist.
Im Kontext des simplizialen Volumens trug die beschränkte Kohomologie dazu bei, Verschwindendungssätze bei mittelbaren Fundamentalgruppen, Nichtverschwindendungssätze bei negativer Krümmung und Vererbungseigenschaften in Bezug auf Produkte, zusammenhängende Summen und gemeinsame riemannsche Überlagerungen zu beweisen.

## Vererbungseigenschaften

### Endliche Überlagerungen
Das simpliziale Volumen ist multiplikativ in Bezug auf endliche Überlagerungen:
Sei {\displaystyle p\colon M\longrightarrow N} eine Überlagerungsabbildung geschlossener Mannigfaltigkeiten, und sei {\displaystyle d} die endliche Anzahl von Blättern von {\displaystyle p}. Dann gilt
{\displaystyle \|M\|=d\cdot \|N\|.}

### Produkte
Das simpliziale Volumen ist in Bezug auf direkte Produkte von Mannigfaltigkeiten nahezu multiplikativ:
Seien {\displaystyle M} und {\displaystyle N} geschlossene Mannigfaltigkeiten. Dann gilt
{\displaystyle \|M\|\cdot \|N\|\leq \|M\times N\|\leq {\binom {dim(M)+dim(N)}{dim(M)}}\cdot \|M\|\cdot \|N\|.}
Ein Beweis für die obere Abschätzung kann gegeben werden, indem die konkrete Beschreibung von {\displaystyle [M\times N]=[M]\times [N]} mittels des Kreuzprodukts singulärer Ketten. Die untere Abschätzung kann unter Verwendung des Dualitätsprinzips und der Tatsache bewiesen werden, dass die Norm {\displaystyle \|\cdot \|_{\infty }} submultiplikativ für das Kreuzprodukt beschränkter singulärer Koketten ist.
Das simpliziale Volumen ist im Allgemeinen nicht multiplikativ: Bucher-Karlsson hat bewiesen, dass {\displaystyle \|S\times S'\|=3/2\cdot \|S\|\cdot \|S'\|} gilt für alle geschlossenen Flächen {\displaystyle S}, {\displaystyle S'} des Geschlechts mindestens 2.

### Zusammenhängende Summen
Das simpliziale Volumen ist für zusammenhängende Summen im folgenden Sinne additiv:
{\displaystyle M} und {\displaystyle N} seien geschlossene Mannigfaltigkeiten derselben Dimension mindestens 3. Dann gilt
{\displaystyle \|M\mathbin {\#} N\|=\|M\|+\|N\|.}
Der Beweis beruht auf dem Abbildungssatz in der beschränkten Kohomologie und einer sorgfältigen Analyse sogenannter baumartiger Komplexe. Wenn man diese Argumente verallgemeinert, kann man sehen, dass auch die Additivität für das simpliziale Volumen in Bezug auf bestimmte "mittelbare" Verklebungen gilt.
Das simpliziale Volumen ist im Allgemeinen für zusammenhängende Summen in Dimension 2 nicht additiv: das simpliziale Volumen des Torus ist Null, aber das simpliziale Volumen einer orientierten geschlossenen Fläche vom Geschlecht 2 ist ungleich Null.

### Faserbündel
- In sehr niedrigen Dimensionen besteht ein Zusammenhang zwischen dem einfachen Volumen des Totalraums eines Faserbündels (mit geschlossenen Mannigfaltigkeiten als Basisraum und Faser) und dem Produkt der simplizialen Volumina von Basis und Faser.
- Im Allgemeinen hängt das simpliziale Volumen des Totalraums eines Faserbündels jedoch nicht in offensichtlicher Weise mit dem simplizialen Volumen von Basis und Faser zusammen: Es gibt orientierte geschlossene hyperbolisch {\displaystyle n}-Mannigfaltigkeiten gefasert über dem Kreis. Der Kreis hat jedoch ein simpliziales Volumen gleich Null, während das simpliziale Volumen der fraglichen hyperbolischen 3-Mannigfaltigkeit ungleich Null ist.
- Totalräume von Faserbündeln mit mittelbaren Fasern haben verschwindendes simpliziales Volumen.

Weiterhin hat jede geschlossene Mannigfaltigkeit, die eine nichttriviale {\displaystyle S^{1}}-Wirkung zulässt, ein verschwindendes simpliziales Volumen.

### Proportionalitätsprinzip
Bei hyperbolischen Mannigfaltigkeiten ist das simpliziale Volumen proportional zum Riemannschen Volumen. Gromov und Thurston fanden ein allgemeineres Proportionalitätsprinzip, das für alle Riemannschen Mannigfaltigkeiten gilt:
{\displaystyle M} und {\displaystyle N} seien geschlossene Riemannsche Mannigfaltigkeiten mit isometrischen Riemannschen universellen Überlagerungen. Dann
{\displaystyle {\frac {\|M\|}{vol(M)}}={\frac {\|N\|}{vol(N)}}.}
Sowohl Gromovs als auch Thurstons Beweis für dieses Ergebnis verwenden einen Mittelungsprozess.
- Gromovs Strategie verwendet das Dualitätsprinzip und über die Isometriegruppe der Riemannschen universellen Überlagerung gemittelte (beschränkte) stetige singuläre Koketten. Dies erfordert eine sorgfältige Analyse der Beziehung zwischen (beschränkter) stetiger singulärer Kohomologie und (beschränkter) singulärer Kohomologie.
- Thurstons Strategie ersetzt die singuläre Homologie durch die Maßhomologie und die über die Isometriegruppe der Riemannschen universellen Überlagerung „verschmierten“ Maßketten. Dies erfordert eine sorgfältige Analyse der Beziehung zwischen Maßhomologie und singulärer Homologie.

## Simpliziales Volumen und die Fundamentalgruppe
In Anbetracht des Dualitätsprinzips kann das simpliziale Volumen in beschränkter Kohomologie interpretiert werden. Der Schlüssel zur Ableitung interessanter Konsequenzen ist die durch den folgenden Abbildungssatz gegebene Beziehung der beschränkten Kohomologie zur Fundamentalgruppe und das Verhältnis der beschränkten Kohomologie zur geometrischen Gruppentheorie.

### Abbildungssatz der beschränkten Kohomologie
Eines der grundlegendsten Merkmale der beschränkten Kohomologie ist, dass sie in den Homotopiegruppen eines Raums mittelbare Untergruppen nicht erkennen kann:
Sei {\displaystyle f\colon X\to Y} eine (basispunkterhaltende) stetige Abbildung zwischen zusammenhängenden abzählbaren CW-Komplexen, so dass {\displaystyle \pi _{1}(f)\colon \pi _{1}(X)\longrightarrow \pi _{1}(Y)} surjektiv ist und mittelbaren Kern hat.
- Dann ist der induzierte Homomorphismus {\displaystyle H_{b}^{*}(f;\mathbb {R} )\colon H_{b}^{*}(Y;\mathbb {R} )\longrightarrow H_{b}^{*}(X;\mathbb {R} )} in beschränkter Kohomologie ein isometrischer Isomorphismus.
- Insbesondere ist der Homomorphismus {\displaystyle H_{*}(f;\mathbb {R} )\colon H_{*}(X;\mathbb {R} )\longrightarrow H_{*}(Y;\mathbb {R} )} isometrisch für die {\displaystyle \ell ^{1}}-Seminorm {\displaystyle \|\cdot \|_{1}}. (Im Allgemeinen sagt dies nichts über die Injektivität / Surjektivität von {\displaystyle H_{*}(f;\mathbb {R} )} aus.)

Zu beachten ist, dass das simpliziale Volumen nicht nur von der Fundamentalgruppe {\displaystyle \pi _{1}(X)} abhängt, sondern auch von der klassifizierenden Abbildung {\displaystyle X\to B\pi _{1}(X)}. Zum Beispiel erfüllt jede geschlossene hyperbolische Mannigfaltigkeit {\displaystyle M}
{\displaystyle \|M\|\neq 0=0\cdot \|M\|=\|S^{2}\times M\|\qquad {\mbox{und}}\qquad \pi _{1}(M)\cong \pi _{1}(S^{2}\times M)}.
Wenn {\displaystyle M} eine orientierte geschlossene {\displaystyle n}-Mannigfaltigkeit ist, deren Fundamentalgruppe (rationale) kohomologische Dimension kleiner {\displaystyle n} hat, dann ist {\displaystyle \|M\|=0}.

### Mittelbarkeit und Verschwindungssätze
Direkte Konsequenzen des Abbildungssatzes der beschränkten Kohomologie sind:
- Das simpliziale Volumen von orientierten geschlossenen Mannigfaltigkeiten mit mittelbarer Fundamentalgruppe ist Null.
- Dies schließt insbesondere den Fall trivialer, abelscher, auflösbarer und nilpotenter Fundamentalgruppen ein.
- Sei eine geschlossene Mannigfaltigkeit {\displaystyle M} Totalraum einer Faserung, deren Basis und Faser geschlossene Mannigfaltigkeiten (positiver Dimension) sind, so dass die Fundamentalgruppe der Faser mittelbar ist. Dann ist {\displaystyle \|M\|=0}.

Allgemeiner: Ein stärkerer Verschwindungssatz für die Vergleichsabbildung {\displaystyle H_{b}^{*}(\,\cdot \ ,;\mathbb {R} )\longrightarrow H^{*}(\,\cdot \,;\mathbb {R} )} für Räume mit mittelbaren Überdeckungen geringer Vielfachheit führt zu folgender Aussage: Wenn {\displaystyle M} eine geschlossene {\displaystyle n}-Mannigfaltigkeit ist, die eine Überdeckung der Vielfachheit höchstens {\displaystyle n+1} durch mittelbare offene Teilmengen zulässt, dann {\displaystyle \|M\|=0}.

### Hyperbolizität und Nicht-Verschwinden des simplizialen Volumens
Das Nicht-Verschwinden des simplizialen Volumens von Riemannschen Mannigfaltigkeiten negativer Schnittkrümmung zusammen mit dem Dualitätsprinzip impliziert, dass die kohomologische Fundamentalklasse einer solchen Mannigfaltigkeit im Bild der Vergleichsabbildung {\displaystyle H_{b}^{*}(\,\cdot \ ,;\mathbb {R} )\longrightarrow H^{*}(\,\cdot \ ,;\mathbb {R} )} liegt. Allgemeiner zeigte Mineyev, dass es (im Fall von rational wesentlichen Mannigfaltigkeiten) genügt, Hyperbolizität der Fundamentalgruppe anzunehmen:
Sei {\displaystyle G} eine endlich präsentierte Gruppe. Dann sind äquivalent:
- Die Gruppe {\displaystyle G} ist wort-hyperbolisch.
- Die Vergleichsabbildung {\displaystyle H_{b}^{*}(BG;V)\longrightarrow H^{*}(BG;V)} ist surjektiv für alle {\displaystyle k\in \mathbb {N} _{\ ge2}} und alle Banach-{\displaystyle G}-Moduln {\displaystyle V}.

Sei {\displaystyle M} eine geschlossene Mannigfaltigkeit der Dimension mindestens 2, die rational wesentlich ist (z. B. asphärisch). Wenn die Fundamentalgruppe von {\displaystyle M} wort-hyperbolisch ist, dann folgt {\displaystyle \|M\|>0}.

## Variationen des simplizialen Volumens

### Simpliziales Volumen von Mannigfaltigkeiten mit Rand
Für orientierte zusammenhängende kompakte {\displaystyle N}-Mannigfaltigkeit mit Rand {\displaystyle (M,\partial M)} wird das relative simpliziale Volumen {\displaystyle \|M,\partial M\|} als {\displaystyle \ell ^{1}}-Seminorm der relativen Fundamentalklasse {\displaystyle [M,\partial M]\in H_{n}(M,\partial M;\mathbb {R} )} in der relativen singulären Homologie {\displaystyle H_{n}(M,\partial M;\mathbb {R} )} definiert. Die Ausweitung des simplizialen Volumens auf Mannigfaltigkeiten mit  Rand spielt eine wichtige Rolle in der Theorie der 3-Mannigfaltigkeiten.

### Simpliziales Volumen nicht-kompakter Mannigfaltigkeiten
Nicht-kompakte, orientierte, zusammenhängende Mannigfaltigkeiten haben eine Fundamentalklasse in der lokal endlichen Homologie. Man verwendet dann die (möglicherweise unendliche) {\displaystyle \ell ^{1}}-Seminorm für lokal endliche Homologie mit reellen Koeffizienten. Es gibt zwei Hauptvarianten des simplizialen Volumens nicht-kompakter Mannigfaltigkeiten – eine topologische und eine geometrische, wo den Fundamentalzyklen eine Lipschitz-Bedingung auferlegt wird:
- Topologische Version: Sei {\displaystyle M} eine orientierte zusammenhängende {\displaystyle n}-Mannigfaltigkeit ohne Rand und sei {\displaystyle [M]\in H_{n}^{\text{lf}}(M;\mathbb {R} )} ihre lokal endliche Fundamentalklasse (mit reellen Koeffizienten). Dann wird das simpliziale Volumen {\displaystyle \|M\|} definiert als die {\displaystyle \ell ^{1}}-Seminorm von {\displaystyle [M]}.
  - Für alle eigentlichen stetigen Abbildungen {\displaystyle f\colon M\to N} zwischen orientierten zusammenhängenden Mannigfaltigkeiten ohne Rand derselben Dimension gilt die Ungleichung {\displaystyle |\deg f|\cdot \|N\|\leq \|M\|.}
  - Das simpliziale Volumen nicht-kompakter Mannigfaltigkeiten kann unendlich sein, z. B. {\displaystyle \|\mathbb {R} \|=\infty }. Insbesondere wenn {\displaystyle (W,\partial W)} eine kompakte Mannigfaltigkeit mit Rand ist, dann stimmen im Allgemeinen das simpliziale Volumen des Innenraums {\displaystyle W^{\circ }} und das relative simpliziale Volumen von {\displaystyle (W,\partial W)} (was immer endlich ist) nicht überein. Die Endlichkeit von {\displaystyle \|W^{\circ }\|} kann durch {\displaystyle \ell ^{1}}-Homologie charakterisiert werden.
  - Das simpliziale Volumen nicht-kompakter Mannigfaltigkeiten verschwindet jedoch für viele interessante Mannigfaltigkeiten, und es verhält sich nicht gut in Bezug auf die Bildung von Produkten: zum Beispiel {\displaystyle \|\mathbb {R} \|=\infty }, aber {\displaystyle \|\mathbb {R} \times \mathbb {R} \|=0}.
- Geometrische Version: Sei {\displaystyle M} eine orientierte zusammenhängende Riemannsche {\displaystyle n}-Mannigfaltigkeit. Dann wird das Lipschitz-simpliziale Volumen von {\displaystyle M} definiert durch

{\displaystyle \|M\|_{\text{Lip}}:=\inf\{|c|_{1}|c\in C_{n}^{lf}(M;\mathbb {R} ){\mbox{ ist ein Fundamentalzyklus von }}M{\mbox{ mit }}\mathrm {Lip} (c)<\infty \}\in [0,\infty ].}
Dabei ist {\displaystyle \mathrm {Lip} (c)} das Supremum der Lipschitz-Konstanten aller in {\displaystyle c} vorkommenden singulären Simplizes.
- Das Lipschitz-simpliziale Volumen ist funktoriell für eigentliche Lipschitz-Abbildungen zwischen Riemannschen Mannigfaltigkeiten derselben Dimension. Eine Anwendung des Lipschitz-simplizialen Volumens sind Gradsätze für eigentliche Lipschitz-Abbildungen zwischen nicht-kompakten Mannigfaltigkeiten.
- Das Lipschitz-simpliziale Volumen ist (bis auf eine Dimensionskonstante) eine untere Schranke für das minimale Volumen.
- Das Lipschitz-simpliziale Volumen lokal symmetrischer Räume endlichen Volumens und nicht kompakten Typs ist ungleich Null.
- Das Lipschitz-simpliziale Volumen der Hilbertschen Modulflächen stimmt mit ihrem simplizialen Volumen überein.
- Das Lipschitz-simpliziale Volumen verhält sich in Bezug auf die Bildung von Produkten besser als das topologisch definierte simpliziale Volumen, und es gibt eine Version des Proportionalitätsprinzips für das Lipschitz-simpliziale Volumen.

## Anwendungen
Typischerweise wird das simpliziale Volumen als Werkzeug verwendet, um topologische Starrheitseigenschaften des Riemannschen Volumens oder das Nicht-Verschwinden des minimalen Volumens bestimmter Mannigfaltigkeiten festzustellen. Zwei herausragende Beispiele sind Gromovs Beweis der Mostow-Starrheit und Sätze über den Abbildungsgrad.

### Mostow-Starrheit
Hyperbolische Mannigfaltigkeiten werden vollständig durch ihren Homotopietyp bestimmt, d. h. hyperbolische Mannigfaltigkeiten sind im folgenden Sinne "starr":
Seien {\displaystyle M} und {\displaystyle N} geschlossene hyperbolische Mannigfaltigkeiten der gleichen Dimension {\displaystyle \geq 3}. Wenn {\displaystyle f\colon M\longrightarrow N} eine Homotopieäquivalenz ist, gibt es eine Isometrie {\displaystyle M\longrightarrow N} homotop zu {\displaystyle f}.
Insbesondere kann eine geschlossene Mannigfaltigkeit der Dimension mindestens 3 höchstens eine hyperbolische Struktur besitzen.
Ein entscheidender Schritt in Gromovs Beweis der Mostow-Starrheit besteht darin, zu zeigen, dass zwei homotopie-äquivalente geschlossene hyperbolische Mannigfaltigkeiten das gleiche Volumen haben. Gromov führte in diesem Zusammenhang das simpliziale Volumen ein, da es eine elegante Möglichkeit bietet, diese Tatsache (unter Verwendung der Beziehung des simplizialen Volumens zum hyperbolischen Volumen und der Homotopie-Invarianz des simplizialen Volumens) zu beweisen.

### Gradsätze
Ein Gradsatz ist ein Satz der folgenden Form:
{\displaystyle D} und {\displaystyle T} seien bestimmte geeignete Klassen von Riemannschen Mannigfaltigkeiten derselben Dimension – die Domänenmannigfaltigkeiten und die Zielmannigfaltigkeiten. Dann gibt es eine Konstante {\displaystyle c\in \mathbb {R} _{>0}} mit der folgenden Eigenschaft: Für alle {\displaystyle M\in D}, alle {\displaystyle N\in T} und alle stetigen Abbildungen {\displaystyle f\colon M\longrightarrow N} haben wir
{\displaystyle |\deg f|\leq c\cdot {\frac {vol(M)}{vol(N)}}.}
Die Kunst besteht darin, geeignete Klassen von Domänen- und Zielverteilern zu finden. Die Funktorialität des simplizialen Volumens und die Beziehung zwischen dem Riemannschen Volumen geschlossener hyperbolischer Mannigfaltigkeiten und dem simplizialen Volumen ergeben zusammen einen Gradsatz für hyperbolische Mannigfaltigkeiten:
{\displaystyle M} und {\displaystyle N} seien orientierte geschlossene zusammenhängende hyperbolische Mannigfaltigkeiten derselben Dimension. Dann gilt
{\displaystyle |\deg f|\leq {\frac {vol(M)}{vol(N)}}}
für jede stetige Abbildung {\displaystyle f\colon M\longrightarrow N}.
In ähnlicher Weise führen Nichtverschwindungssätze für das simpliziale Volumen zusammen mit Gromovs Abschätzung des minimalen Volumens durch das simpliziale Volumen zu allgemeineren Gradsätzen. Entsprechende Ergebnisse für das Lipschitz-simpliziale Volumen nichtkompakter Riemannscher Mannigfaltigkeiten führen zu Gradsätzen für eigentliche Lipschitz-stetige Abbildungen zwischen bestimmten nichtkompakten Mannigfaltigkeiten.

### Dehn-Füllungen und hyperbolisches Volumen
Unter Verwendung der Beziehung zwischen dem simplizialen Volumen hyperbolischer Mannigfaltigkeiten und dem hyperbolischen Volumen (eine verallgemeinerte Version, die auch nichtkompakte Mannigfaltigkeiten und Mannigfaltigkeiten mit Rand abdeckt) bewies Thurston, dass hyperbolische Dehn-Füllungen vollständiger hyperbolischer 3-Mannigfaltigkeiten endlichen Volumens das hyperbolische Volumen verringern.

### Erkennen von Graphmannigfaltigkeiten
Das simpliziale Volumen erkennt Graphmannigfaltigkeiten:
- Die Verklebeformel für Verklebungen entlang Tori, die Proportionalität des simplizialen Volumens hyperbolischer Mannigfaltigkeiten zum Riemannschen Volumen und das Verschwinden des simplizialen Volumens von Seifert-Faserungen zeigt, dass das simpliziale Volumen einer 3-Mannigfaltigkeit (möglicherweise mit Rand), die eine geometrische Zerlegung besitzt, proportional zur Summe der Volumina der hyperbolischen Stücke in der Zerlegung ist. Daher ist eine 3-Mannigfaltigkeit, die eine geometrische Zerlegung besitzt, genau dann eine Graph-Mannigfaltigkeit, wenn ihr simpliziales Volumen Null ist. (Zusammen mit Perelmans Geometrisierungsbeweis für 3-Mannigfaltigkeiten bedeutet dies, dass eine irreduzible 3-Mannigfaltigkeit genau dann eine Graphmannigfaltigkeit ist, wenn ihr simpliziales Volumen Null ist.)
- In einem ähnlichen Sinne kann man Folgendes zeigen: Sei {\displaystyle M} eine Haken-Mannigfaltigkeit, deren Rand eine Vereinigung von Tori ist, so dass jede durch Dehn-Füllungen erhaltene Mannigfaltigkeit verschwindendes simpliziales Volumen hat. Dann ist {\displaystyle M} eine Graphmannigfaltigkeit. Dieses Ergebnis wird in einem alternativen Beweis des letzten Schritts in Perelmans Beweis der Geometrisierungsvermutung für asphärische 3-Mannigfaltigkeiten verwendet.

### Eine Vermutung über das simpliziale Volumen von Knotenkomplementen
H. Murakami und J. Murakami vermuteten, ähnlich wie die Volumenvermutung für Knoten, dass das simpliziale Volumen eines Knotenkomplements mit der asymptotischen Wachstumsrate des gefärbten Jones-Polynoms des fraglichen Knotens in Beziehung stehen sollte. Wenn diese Vermutung zutrifft, können Invarianten endlichen Typs (Vassiliev-Invarianten) die Trivialität eines Knotens erkennen.